# Dạ cỏ

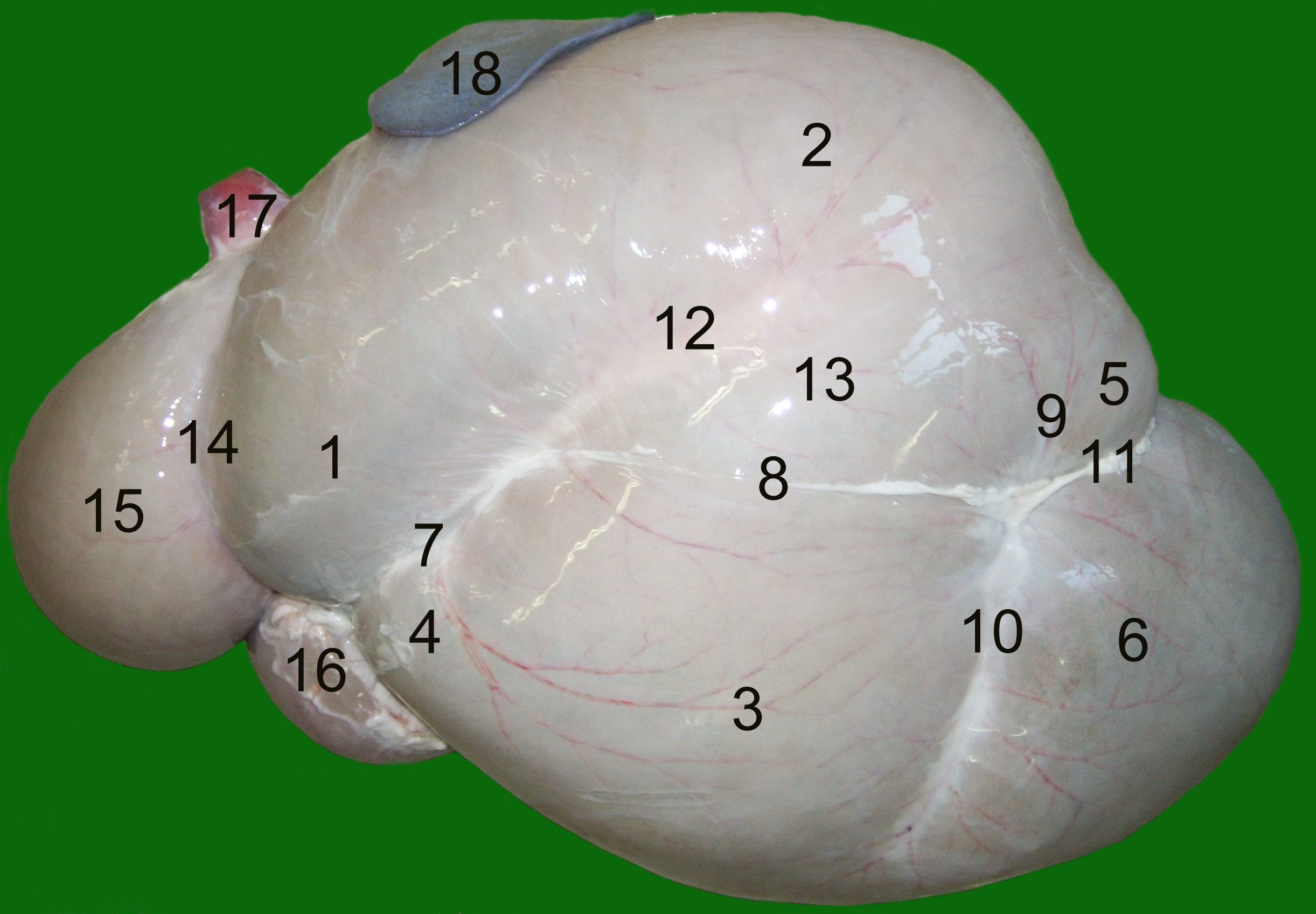
Dạ cỏ của cừu

Dạ cỏ (Rumen hoặc Paunch) là một cấu tạo trong hệ tiêu hóa của động vật nhai lại, trong hệ thống dạ này này, dạ cỏ tạo thành phần lớn hơn, chiếm hầu hết nửa trái của xoang bụng, từ cơ hoành-xương chậu với 85-90% dung tích dạ dày, khoảng 69% diện tích bệ mặt dạ dày và có chức năng lên men tiêu hóa, axit béo bay hơi là buồng đầu tiên trong ống tiêu hóa của động vật nhai lại. Nó là nơi chính để lên men vi sinh vật ăn vào. Đặc tính cơ bản của gia súc nhai lại có dạ dày gồm bốn túi, trong đó đặc biệt là dạ cỏ, nơi chứa đựng và lên men phân giải thức ăn với sự hoạt động cộng sinh của vi sinh vật dạ cỏ. 

## Đặc điểm

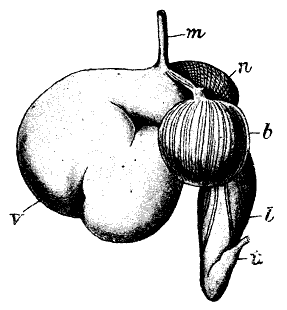
Hình ảnh mô tả dạ cỏ

Dạ cỏ được coi là một thùng lên men lớn với chức ăn lên men tiêu hóa thức ăn (thức ăn thô xanh và thức ăn tinh). Dạ cỏ có môi trường thuận lợi cho vi sinh vật lên men yếm khí với nhiệt độ tương đối ổn định. Có khoảng 50-80% các chất dinh dưỡng của thức ăn được lên men ở dạ cỏ và sản phẩm lên men chính là axit béo bay hơi, sinh khối vi sinh vật và khí mêtan. Sinh khối vi sinh vật và các thành phần không lên men được chuyển xuống phần dưới của đường tiêu hóa. Thức ăn sau khi ăn được nuốt xuống dạ cỏ và lên men ở đó. Phần thức ăn chưa được nhai kỹ nằm trong dạ cỏ và dạ tổ ong thỉnh thoảng lại được ợ lên xoang miệng với những miếng không lớn và được nhai kỹ lại ở miệng. Gia súc nhai lại bắt buộc phải nhai lại để làm nhuyễn thức ăn và tiết nước, bọt trung hòa môi trường dạ cỏ.
Khi thức ăn đã được nhai lại kỹ càng và thấm nước bọt lại được nuốt trở lại dạ cỏ. Sự nhai lại diễn ra 5-6 lần/ngày. Mỗi lần kéo dài khoảng 50 phút. Nước bọt có tính kiềm nên trung hòa axít dạ cỏ, giúp thấm ướt thức ăn-quá trình nuốt và nhai dễ dàng hơn. Nước bọt ở trâu bò được phân tiết và nuốt xuống dạ cỏ tương đối liên tục. Với các chất điện giải đặc biệt nước bọt còn có urê, phosphor, có tác dụng điều chỉnh N và P cho môi trường dạ cỏ. Việc phân tiết nước bọt giảm sẽ làm tác dụng đệm đối với dịch dạ cỏ kém và kết quả là tiêu hóa thức ăn xơ giảm xuống. Quá trình lên men và sức khỏe dạ cỏ được cải thiện sẽ phản ánh không chỉ thông qua sản lượng sữa mà còn khả năng sinh sản và sức khỏe tổng quát tốt hơn, điều này sẽ tác động một cách tích cực đến năng suất và tuổi thọ của bò.
Điều kiện quan trọng cho chăn nuôi thành công đó là sức khỏe thú nhai lại tối ưu nhất đòi hỏi một pH tối ưu và lượng vi sinh vật có lợi cao trong dạ cỏ. Các chỉ số sức khỏe dạ cỏ tối ưu như pH dạ cỏ (pH 5.8–6.8) và tổng số vi khuẩn hội sinh cao sẽ cho lượng protein vi khuẩn cao. Đảm bảo sức khỏe dạ cỏ tối ưu sẽ giúp khả năng tiêu hóa và lượng ăn vào cao hơn. Để cải thiện sức khỏe dạ cỏ thì cần phải kiểm soát độc tố nấm mốc, điều này ảnh hưởng đến tổng số vi sinh vật dạ cỏ. Độc tố nấm mốc hiện diện thường xuyên mà không có bất cứ triệu chứng lâm sàng nào. Do đó việc áp dụng các chiến lược quản lý rủi ro từ độc tố nấm mốc là cần thiết. 